# TG앤컴퍼니
TG앤컴퍼니는 대한민국의 기업으로 삼보컴퓨터 계열의 휴대전화 및 스마트 디바이스, N 스크린 디바이스 기획, 디자인, 개발, 마케팅, 세일즈 전문 회사이다.

## 개요
고객의 목소리를 듣고, 관찰하고, BIG Data 등을 분석하는 자사의 독특한 고객 참여형 제품 기획 platform 인 TUL을 통해 고객의 요구가 반영된 휴대전화 및 스마트 디바이스, 빅디스플레이(N 스크린)를 출시하고 있다. 대표 브랜드는 ‘LUNA’이다.
(* TUL은 TG Usability Lab 의 약자이다.)
현재 더 이상 스마트폰 신제품을 출시하고 있지 않고 있다.

## 브랜드
- 'LUNA' 시리즈 

- 'TG BIG Display' 시리즈

## 출시 제품
- 2013년 12월 TG BIG Display 70 출시 

- 2014년 9월 TG BIG Display 65 UHD 출시

- 2015년 5월 TG BIG Display 80 출시

- 2015년 10월 TG BIG Display 70 UHD 출시

- 2015년 9월 '루나폰' (스마트폰)출시

- 2016년 3월 '루나 워치' (스마트 워치)출시

- 2016년 10월 '루나 S' (스마트폰)출시